# الاتهام (فلم 1987)
الاتهام هو فيلمٌ مصريٌ أُنتج عام 1987.

## قصة الفيلم
أحمد (سمير صبري) جراح متواضع الحال، يعمل مع صديقه الجراح إبراهيم (طارق النهري) في المستشفى الذي أسسه والد إبراهيم رجل الأعمال. أوكل إبراهيم لأحمد إدارة المستشفى بسبب انشغال إبراهيم بأعمال والده التجارية، كما كلفه العناية بمرضاه ومنهم دولت هانم (عزيزة راشد) والدة مها (روعة الكاتب) خطبيته السابقة.
كانت دولت هانم سيدة أعمال ثرية، ورغبت أن تزوج ابنتها لوجدي حسني (أحمد راتب)، شريكها في مكتب الاستيراد والتصدير، وذلك بعد أن فسخت مها خطبتها من إبراهيم. لكن دولت لم تعلم أن وجدي لم يكن إلاّ تاجر مخدرات.
تعرض نادر (علاء عوض) ابن دولت لطعنة سكين، لذلك عُولج في المستشفى الذي يعمل فيه أحمد وإبراهيم. وبسبب ذلك التقى أحمد بمها، أخت نادر، وتحابّا، وأثار هذا غيرة الممرضة أمل (إيمان)، التي تحب أحمد بدون أن يبادلها الحب. تقبل مها الزواج بأحمد رغم فقره، لكن دولت هانم ترفض هذا الزواج.
فكر وجدي تاجر المخدرات في قتل دولت هانم لكي ترثها ابنتها، ولذلك استغل حاجة الممرضة أمل للمال، وقام بإقناعها بتلويث أدوات الجراحة قبل عملية دولت، ثم أرسل تلغرافاً إلى الطبيب إبراهيم يخبره فيه بوفاة والده، لكي يقوم أحمد بالعملية. وفعلاً يقوم أحمد بالعملية، وتموت دولت، ثم يُتهم أحمد بقتلها. يهرب أحمد محاولاً نفي الاتهام عنه، وإظهار براءته.

## وصلات خارجية
- مقالات تستعمل روابط فنية بلا صلة مع ويكي بيانات
- الاتهام على الدهليز